# Madeleine (film, 1916, Frank Lloyd)
Pour plus de détails, voir Fiche technique et Distribution.

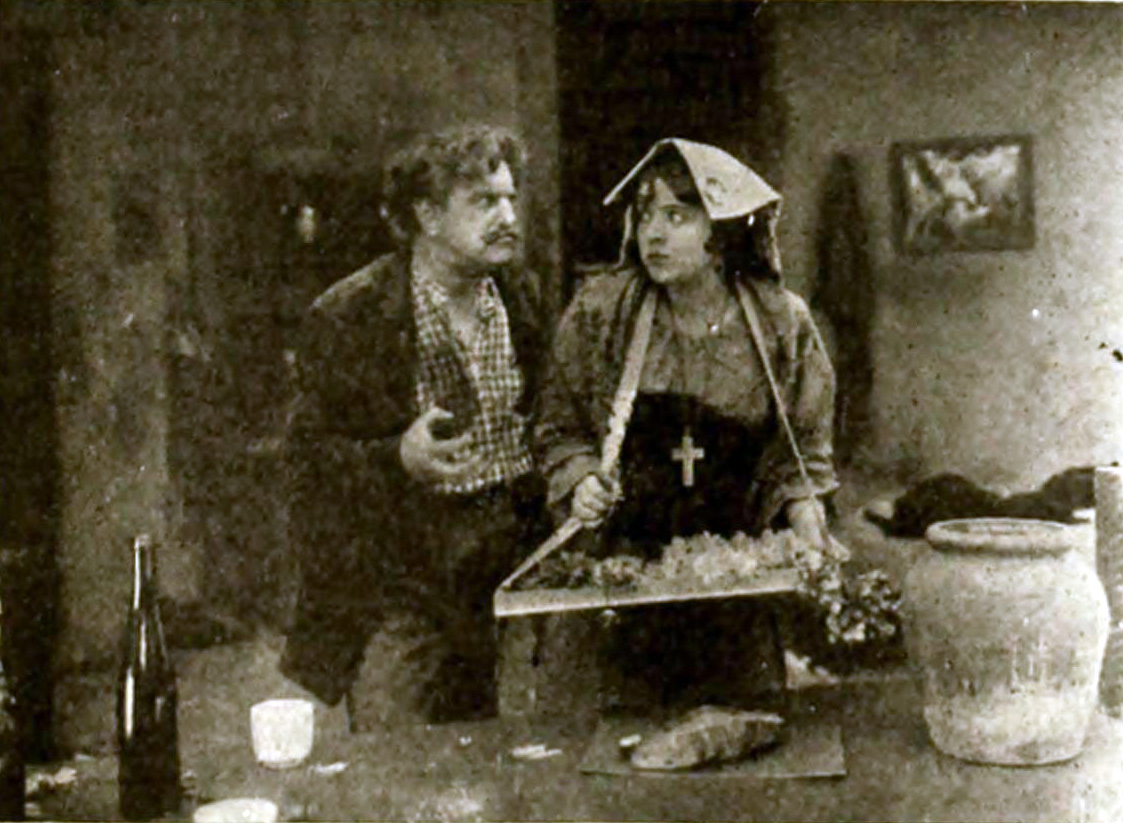
Illustration pour The Moving Picture World.

Madeleine (The Making of Maddalena) est un film muet américain réalisé par Frank Lloyd et sorti en 1916.

## Fiche technique
- Titre original : The Making of Maddalena
- Réalisation : Frank Lloyd
- Scénario : L.V. Jefferson, d'après une pièce de Samuel Service et Mary Service
- Chef opérateur : James Van Trees
- Producteur : Oliver Morosco
- Production : Oliver Morosco Photoplay Company
- Distribution : Paramount Pictures
- Genre : Film dramatique
- Dates de sortie :
  - États-Unis : 8 juin 1916

## Distribution
- Edna Goodrich : Maddalena
- Forrest Stanley : George Hale
- Howard Davies : Angelo
- John Burton : Randolph Hale
- Mary Mersch : Blanche Belgrave
- Colin Chase : Augustus Foster
- Juan de la Cruz : Benedetto Pastorelli
- Laura La Varnie : Marie
- Katherine Griffith : Mrs Wright
- Mary Bunting : Mrs Hale
- Violet White
- Walter S. Fredericks